# 秋田県信用農業協同組合連合会
秋田県信用農業協同組合連合会（あきたけんしんようのうぎょうきょうどうくみあいれんごうかい）は、秋田県秋田市に本部・本所を置いていた信用農業協同組合連合会。

## 概要
1948年に前身の組織を改組して発足。当初は県内の市部などに数ヶ所に支所(鹿角、北秋田、山本、仙北、平鹿、雄勝、由利等)を置いていたが、最終的には秋田市の本所のみで業務を行っていた。
秋田県信連は、激化する金融競争をにらみ、業務の効率化を進め経営基盤の強化を図るため、1998年度から農林中央金庫と統合する協議を開始し、2003年10月14日、農林中金に資金調達、運用を移管する一部事業譲渡が実施された。また残った一部事業も、2007年3月には農林中金に完全統合された。

## 沿革
- 1914年（大正3年）- 秋田信用組合連合会として発足する。
- 1948年(昭和23年）- 秋田県信用農業協同組合連合会に改組した上で新たに設立される。
- 2003年（平成15年）
  - - 本所を、秋田県農協電算センタービルから秋田県JAビル2Fに移転。
  - - 大町出張所(電算センタービル駐車場敷地内に設置された店舗外ATM)の管轄を、当連合会本所から新あきた農業協同組合の本店に移管。
- 2007年（平成19年）3月 - 農林中央金庫に完全統合。